# جان باتريك ندويمانا
جان باتريك ندويمانا مواليد 9 مايو 1978، هو عداء بوروندي متخصص في 800 متر. مثل بلاده في الأولمبياد. فاز بالميدالية الفضية في ألعاب النوايا الحسنة سنة 2001. أفضل رقم شخصي له هو 1:42.81 دقيقة.

## سجل المنافسة
| العام        | المسابقة                                    | المكان       | المركز       | حدث          | ملاحظة       |
| يمثل بوروندي | يمثل بوروندي                                | يمثل بوروندي | يمثل بوروندي | يمثل بوروندي | يمثل بوروندي |
| ------------ | ------------------------------------------- | ------------ | ------------ | ------------ | ------------ |
| 1996         | بطولة العالم للناشئين لألعاب القوى 1996     | سيدني        | 15           | 800 م        | 1:50.50      |
| 1999         | بطولة العالم لألعاب القوى داخل الصالات 1999 | مايه-باشي    | 3            | 800 م        | 1:46.80      |
| 1999         | الألعاب الجامعية الصيفية 1999               | ميورقة       | 10           | 800 م        | 1:48.40      |
| 1999         | بطولة العالم لألعاب القوى 1999              | إشبيلية      | 22           | 800 م        | 1:48.91      |
| 2000         | الألعاب الأولمبية الصيفية 2000              | سيدني        | 17           | 800 م        | 1:46.98      |
| 2001         | بطولة العالم لألعاب القوى 2001              | إدمونتون     | 11           | 800 م        | 1:46.42      |
| 2001         | ألعاب النوايا الحسنة 2001                   | بريزبان      | 2            | 800 م        | 1:46.79      |
| 2003         | بطولة العالم لألعاب القوى 2003              | باريس        | 38           | 800 م        | 1:48.40      |
| 2004         | بطولة العالم لألعاب القوى داخل الصالات 2004 | بودابست      | 17           | 800 م        | 1:52.20      |
| 2004         | الألعاب الأولمبية الصيفية 2004              | أثينا        | 12           | 800 م        | 1:46.15      |

## روابط خارجية
- جان باتريك ندويمانا على موقع الاتحاد الدولي لألعاب القوى (الإنجليزية)
- جان باتريك ندويمانا على موقع أوليمبيديا (الإنجليزية)